# Omar et Fred
 (mars 2025).
Si vous disposez d'ouvrages ou d'articles de référence ou si vous connaissez des sites web de qualité traitant du thème abordé ici, merci de compléter l'article en donnant les références utiles à sa vérifiabilité et en les liant à la section « Notes et références ».

Coming-next Omar et Fred.

Omar et Fred est le duo comique formé à la télévision et sur scène par les acteurs et humoristes Omar Sy et Fred Testot. Ils se sont notamment fait connaitre grâce à leur Service après-vente des émissions, diffusé du lundi au vendredi sur Canal+ dans Le Grand Journal entre 2005 et 2012.

## Biographie
En 1997, Omar et Fred se rencontrent à Radio Nova grâce à Jamel Debbouze. Fred sortait de Fun Radio où il avait rencontré Éric et Ramzy. Ils commencent leur carrière à la télévision avec Jamel Debbouze dans sa chronique sur Canal+, Le Cinéma de Jamel.
En 2000, ils commencent leur duo en animant le Visiophon dans Nulle part ailleurs (NPA). Ils ont également fait tous les vendredis des sketches en direct de NPA entre janvier et juin 2001.
En 2001, ils présentent l'émission musicale Divers et variés sur Canal+. Ils apparaissent tous les deux dans La Tour Montparnasse infernale avec Éric et Ramzy.
En 2002, ils jouent toutes les semaines de courts sketches sous forme de fausses émissions de trois ou quatre minutes telles que Je ne fais pas mon âge ou le GI Show.

Coming-next, Fred et Omar.

Pendant l’éviction de Pierre Lescure par Jean-Marie Messier en Avril 2002, puis de janvier 2003 à juin 2003, Canal+ leur propose de présenter les Coming-next Fred et Omar où ils ont carte blanche à condition que le programme dure soixante secondes exactement. 
Omar et Fred arrêtent les sketches pendant deux ans pour commencer l'écriture de leur spectacle qui sera finalement joué en 2008.
En 2005, ils créent le Service après-vente des émissions dans le cadre de l'émission de Stéphane Bern, Vendredi pétantes qui passe tous les vendredis pour une durée moyenne de trois minutes. À partir de la rentrée 2006, le Service après-vente des émissions est présent tous les soirs en semaine à 20h40 dans Le Grand Journal présenté par Michel Denisot sur Canal +.
En 2007, ils ont doublé les voix de Alister Fletcher et Zip, qui assistent Lara Croft dans Tomb Raider Legend.
En 2008, la chaîne de restauration rapide Quick crée des hamburgers à leur noms, le Fred burger et le Omar burger. Ils font quelques apparitions dans le film Seuls Two avec Eric et Ramzy.
En 2010, ils se sont aussi improvisés chanteurs avec la chanson Bleu, blanc, rouge afin de soutenir l'équipe de France de football.
En 2011, ils créent avec le soutien financier de Microsoft une websérie sous forme de JT intitulée World Wide Web, diffusée exclusivement sur un site dédié.
En 2012, Omar et Fred décident par eux-mêmes, à la suite de plusieurs propositions pour des films à chacun, d'arrêter leur duo, ce contre toute attente. Omar Sy apparaît dans le septième opus de X-Men, intitulé X-Men: Days of Future Past. Cela fait suite à l'arrêt du programme Service après-vente des émissions. De plus Omar affirmera que cela est dû à une relation plus professionnelle qu'amicale, « c'est que le travail qui nous liait » — Omar, .
En 2014, Omar et Fred font la promotion de l'iPhone 6 et 6 plus d’Apple.

## Filmographie

### Cinéma
- 2002 : Astérix et Obélix : Mission Cléopâtre (scène coupée) d'Alain Chabat
- 2004 : Le Carton de Charles Nemes
- 2007 : Garage Babes de Julien Pelgrand
- 2008 : Seuls Two d'Éric et Ramzy
- 2009 : La Loi de Murphy de Christophe Campos
- 2010 : Conte de la frustration de Didier Daarwin et Akhenaton
- 2010 : Logorama (court métrage) de François Alaux, Hervé de Crécy et Ludovic Houplain

### Télévision
- 2005 - 2012 : Service après-vente des émissions
- 2012 : Bref (série télévisée) (épisode 53 : Y'a des gens qui m'énervent)

## Doublage
- 2004 : Frère des ours : les deux béliers
- 2007 : Tomb Raider: Legend (jeu vidéo) : Zip et Alister
- 2009 : Les Lascars : Narbé et Sammy
- 2009 : Arthur et la Vengeance de Maltazard : Replay et Snow
- 2009 : Volt, star malgré lui : des chats et des pigeons
- 2010 : Allez raconte ! : l'animateur et Momo
- 2011 : Fish'n Chips (série télévisée d'animation) : Fish et Chips

## Spectacle
- 2006 : Omar et Fred, le spectacle

## Clips
Omar et Fred apparaissent dans le clip de Zebda - Tomber la chemise
Omar apparait également dans le clip de Zazie - Être et Avoir
Omar et Fred apparaissent dans le clip de Neg marron - Dis moi si jte saoul

## Musique
- 2004 : Participation sur 3 morceaux de la compile Raï'n'B Fever (Intro-Bonjour la France, Madame Madame et Outro Chabani Nonda)
- 2006 : Participation sur 2 morceaux de la compile Raï'n'B Fever 2 (Intro-Hey Madame et Ibiza a Tamanrasset)
- 2010 : Bleu Blanc Rouge